# Martin Krizic
Martin Krizic (* 29. Oktober 2003) ist ein österreichischer Fußballspieler.

## Karriere
Krizic begann seine Karriere beim FC Dornbirn 1913, bei dem er sämtliche Jugendmannschaften durchlief. Im Juni 2020 debütierte er bei seinem Kaderdebüt für die erste Mannschaft in der 2. Liga, ohne davor auch nur ein Mal für die Amateure gespielt zu haben, als er am 21. Spieltag der Saison 2019/20 gegen die Kapfenberger SV in der 68. Minute für Madiu Bari eingewechselt wurde. Insgesamt kam er für Dornbirn zu 40 Zweitligaeinsätzen.
Zur Saison 2023/24 wechselte er leihweise zu den Amateuren des Bundesligisten SCR Altach. Für die Altach Juniors kam er zu 25 Einsätzen in der Regionalliga. Zur Saison 2024/25 wechselte er fest nach Deutschland zum Fünftligisten Tennis Borussia Berlin. Für TeBe spielte er elfmal in der Oberliga.
Im Februar 2025 kehrte Krizic nach Österreich zurück und wechselte zu Regionalligist SC Imst.